# Socotradwergooruil
De socotradwergooruil (Otus socotranus) is een vogelsoort uit de familie van de uilen (Strigidae).

## Verspreiding en leefgebied
Deze soort is endemisch op Socotra.

## Status
De grootte van de populatie is in 2013 geschat op 2000 volwassen vogels. Op de Rode lijst van de IUCN heeft deze soort de status niet bedreigd.